# Leigh (Greater Manchester)
Leigh is een plaats in het bestuurlijke gebied Wigan, in het Engelse graafschap Greater Manchester. De plaats telt 43.006 inwoners.

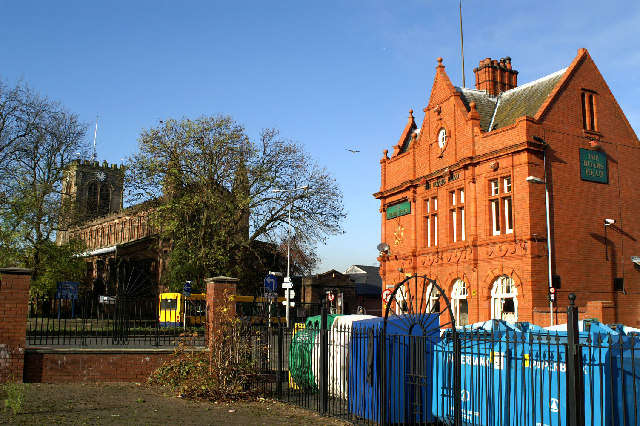
Parochiekerk van Leigh en pub The Boar's Head
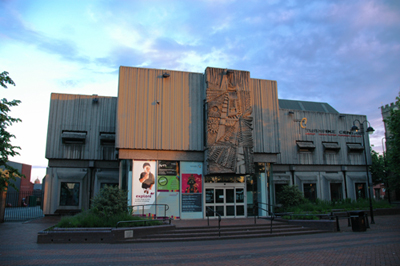
Turnpike Gallery

## Geboren
- James Hilton (1904-1954), schrijver
- Dennis Openshaw (1954), bankier
- Pete Shelley (Peter McNeish, 1955-2018), punkzanger
- Sian Brice (1969), triatlete